# Niccolò Papadopoli

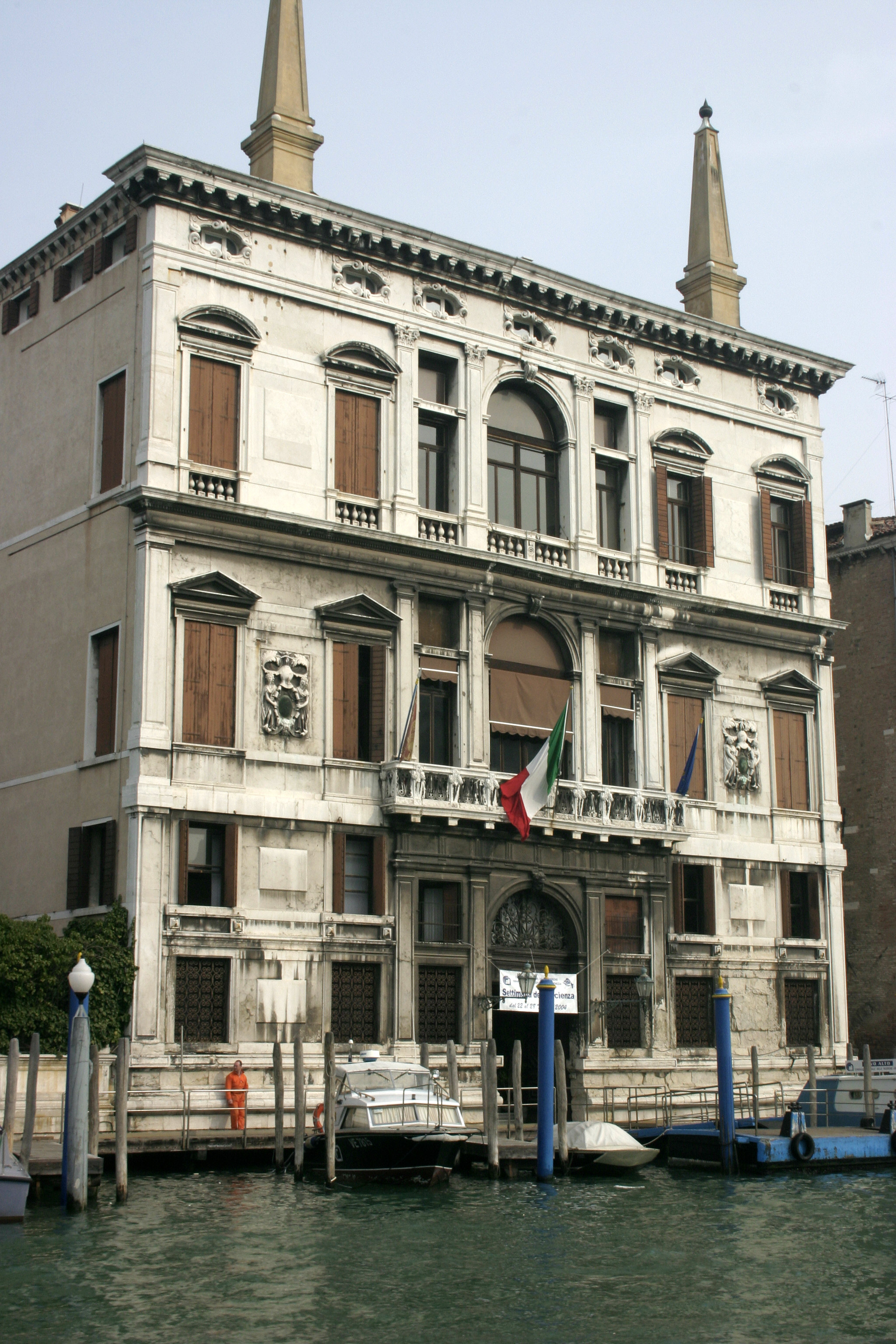
Venezia, Palazzo Papadopoli

Niccolò Papadopoli, dal 1905 Papadopoli-Aldobrandini (Venezia, 23 maggio 1841 – Roma, 17 febbraio 1922), è stato un banchiere, politico e numismatico italiano.

## Biografia
Proveniente da una nobile famiglia di origine greca, si sposò nel 1880 con la baronessa croata Elena Hellenbach, da cui ebbe due gemelle. Nel 1905 ottenne di aggiungere al proprio cognome quello della madre Maddalena Aldobrandini.
Nel 1866 si arruolò come volontario nella Terza guerra d'indipendenza.
Come numismatico ha pubblicato diversi studi, in particolare sulla monetazione della repubblica di Venezia e dei suoi possedimenti. Fu inoltre fondatore e presidente della Società numismatica italiana.
Sin dal 1885 fu membro dell'Istituto veneto di scienze, lettere ed arti, di cui ricoprì anche la vicepresidenza (1908-1911) e la presidenza (1911-1913).
Nel 1895, in seguito alla morte di Girolamo Soranzo, fu nominato presidente del comitato direttivo del Museo Correr, di cui era già membro, incarico che mantenne fino alla morte. Con testamento del 23 maggio 1920, lasciò al museo la sua collezione di monete italiane medievali e moderne, dell'Oriente latino e di quelle medaglie veneziane che non fossero già presenti nelle raccolte del museo, per un totale di quasi 17.000 pezzi. Su sua richiesta testamentaria, nel 1925 il museo ebbe cura di pubblicare il Catalogo della raccolta numismatica Papadopoli-Aldobrandini ad opera di Giuseppe Castellani.
Tra i soci fondatori della Società geografica italiana (1867), fu socio della Deputazione di Storia Patria per le Venezie (1886), di cui assunse la presidenza in due occasioni (1907 e 1921).
Come imprenditore, sedette nei consigli d'amministrazione della Società veneziana di navigazione a vapore (1872), della Società Cellina per lo sfruttamento delle risorse idriche nel Veneto (1900) e della Società per il porto industriale di Venezia (1917), di cui fu tra i fondatori. Fu inoltre membro del Consiglio superiore della Banca Nazionale.
Come poi il fratello minore Angelo, intraprese anche la carriera politica: consigliere comunale ed assessore a Venezia, venne eletto deputato nella XII, XIII e XIV legislatura, infine nominato senatore nel 1891, nel corso della XVII legislatura.

## Pubblicazioni
- Di alcune monete Veneziane per Candia, in Archivio Veneto II (1871), pp. 419–428
- Monete inedite delle Zecche minori dei Gonzaga esistenti nella Raccolta Papadopoli, in Periodico di Numismatica e Sfragistica per la storia d'Italia V (1873), pp. 301–312
- Monete inedite della Zecca Veneziana, in Gazzetta Numismatica I (1881), pp. 37–40
- Sulle Origini della Veneta Zecca e sulle antiche relazioni dei Veneziani cogl'Imperatori, considerate dietro l'esame delle primitive monete, in Atti del R. Istituto Veneto di Scienze, Lettere ed Arti V.8 (1882), pp. 1493–1545
- Sul valore della Moneta Veneziana, in Atti del R. Istituto Veneto di Scienze, Lettere ed Arti VI.3 (1885), pp. 671–709
- Del Piccolo e del Bianco, antichissime monete veneziane, in Atti del R. Istituto Veneto di Scienze, Lettere ed Arti VI.5 (1887), pp. 549–560
- Sigillo del Doge Giovanni Gradenigo (1355-1356), in Archivio Veneto XXXIII (1887), pp. 481–487
- Carlo Kunz, cenno necrologico, in Archivio Veneto XXXV (1888), pp. 259–260
- Alcune notizie sugli intagliatori della Zecca di Venezia, in Archivio Veneto XXXV (1888), pp. 271–277
- Moneta Dalmatiae, in Atti del R. Istituto Veneto di Scienze, Lettere ed Arti VI.8 (1889), pp. 1155–1164
- Enrico Dandolo e le sue monete, in Rivista Italiana di Numismatica III (1890), pp. 507–519
- Il Bimetallismo a Venezia nel Medio Evo, in Rivista Italiana di Numismatica V (1892), pp. 199–207
- Francesco Foscari e le sue monete (1423-1457), in Rivista Italiana di Numismatica V (1892), pp. 317–340
- Le monete di Venezia descritte ed illustrate coi disegni di Carlo Kunz. Parte I, dalle origini a Cristoforo Moro, F. Ongania, Venezia 1893
- Monete Italiane inedite della Raccolta Papadopoli. I, Venezia, in Rivista Italiana di Numismatica VI (1893), pp. 169–174
- Monete Italiane inedite della Raccolta Papadopoli. II, Castiglione delle Stiviere, Solferino, Sabbioneta, Pomponesco, Bozzolo, Guastalla, in Rivista Italiana di Numismatica VI (1893), pp. 303–333
- Monete Italiane inedite della Raccolta Papadopoli. III, Rimini, Fano, Pesaro, Urbino, Gubbio, in Rivista Italiana di Numismatica VI (1893), pp. 415–430
- Monete Italiane inedite della Raccolta Papadopoli. IV, Napoli, Benevento, Salerno, Brindisi, Manfredonia, Manoppello, Bari, Messina, in Rivista Italiana di Numismatica VII (1894), pp. 299–321
- La Zecca di Nasso. Monete dei Sanudo Duchi dell'Arcipelago e di Nasso, in Rivista Italiana di Numismatica VIII (1895), pp. 457–464
- Monete Italiane inedite della Raccolta Papadopoli. V, Reali di Savoia, Savoia-Acaia, Messerano e Crevacuore, Desana, Asti, Monferrato, Passerano, Frinco, Saluzzo, in Rivista Italiana di Numismatica IX (1899), pp. 325–263
- Una Tariffa con i disegni di monete stampata a Venezia nel 1517, in Nuovo Archivio Veneto XVII (1899), pp. 102–104
- Altre Tariffe con i disegni di monete stampate a Venezia nel secolo XVI, in Nuovo Archivio Veneto XX (1900), pp. 237–244
- Carzie per Cipro coniate dai Veneziani nel 1515 e 1518, in Rivista Italiana di Numismatica XIII (1900), pp. 321–325
- Tariffe Veneziane del secolo XVI, in Rivista Italiana di Numismatica XIII (1900), pp. 439–450
- Nicolò Tron e le sue monete (1471-1473), in Nuovo Archivio Veneto VI (1901), pp. 1–10
- Monete Italiane inedite della Raccolta Papadopoli. Appendice al n. I, Venezia, in Rivista Italiana di Numismatica XV (1902), pp. 113–117
- Monete trovate nelle rovine del Campanile di San Marco, in Atti del R. Istituto Veneto di Scienze, Lettere ed Arti LXXII (1904), pp. 749–755
- Sul modo di collocamento delle Collezioni pubbliche, in Rivista Italiana di Numismatica XVII (1904), pp. 259–263
- Sebastiano Venier e le sue monete (1577-1578), Emiliana, Venezia 1905
- Un denaro della Contessa Richilda (?), in Rivista Italiana di Numismatica XVIII (1905), pp. 111–114
- La Legge sull'esportazione degli oggetti d'Arte e d'Antichità, in Rivista Italiana di Numismatica XVIII (1905), pp. 127–137
- Ungaro inedito della zecca di Castiglione delle Stiviere, in Rivista Italiana di Numismatica XIX (1906), pp. 95–103
- Le monete anonime di Venezia dal 1472 al 1605, in Rivista Italiana di Numismatica XIX (1906), pp. 511–603
- Per il R. Gabinetto numismatico di Brera e per gli altri Gabinetti numismatici d'Italia, in Rivista Italiana di Numismatica XIX (1906), pp. 647–650
- Monete Italiane inedite della Raccolta Papadopoli. Appendice II al n. I, Venezia, in Rivista Italiana di Numismatica XXI (1908), pp. 179–190
- Le monete di Venezia descritte ed illustrate coi disegni di Carlo Kunz. Parte II, da Nicolò Tron a Marino Grimani, 1472-1605, Emiliana, Venezia 1909
- I primi Zecchini dei Gran Maestri dell'Ordine di San Giovanni di Gerusalemme, in Congrès interrnational de Numismatique et d'Art de la Mèdaille, J. Goemaere, Bruxelles 1910, pp. 349–358
- Imitazione dello Zecchino Veneziano fatta da Guglielmo Enrico d'Orange (1650-1702), in Rivista Italiana di Numismatica XXIII (1910), pp. 333–340
- Le Raccolte Numismatiche Italiane, considerazioni e proposte, in Rivista Italiana di Numismatica XXV (1912), pp. 467–473
- Monete Italiane inedite della Raccolta Papadopoli. VI, Mantova, Monferrato, in Rivista Italiana di Numismatica XXVI (1913), pp. 49–87
- Monete Italiane inedite della Raccolta Papadopoli. VII, Mantova, Castiglione delle Stiviere, Sabbioneta, Bozzolo, Guastalla, Como, Bellinzona, Maccagno, Milano, in Rivista Italiana di Numismatica XVII (1913), pp. 175–200
- Leonardo Donà Doge di Venezia e le sue monete (1606-1612), in Rivista Italiana di Numismatica XXVIII (1915), pp. 39–60, 155-182
- Il ducato d'oro di Deodato di Gozon Gran Maestro dell'Ordine di San Giovanni di Gerusalemme a Rodi (1346-1353), in Atti del R. Istituto Veneto di Scienze, Lettere ed Arti LXXV (1915), pp. 633–636
- I Dogi omonimi di Venezia e le loro monete, in Atti e Memorie dell'Istituto Italiano di Numismatica III (1917), pp. 181–198
- Monete Italiane inedite della Raccolta Papadopoli. Appendice III al n. I, Venezia, in Rivista Italiana di Numismatica XXX (1917), pp. 160–167
- Le monete di Venezia descritte ed illustrate coi disegni di Carlo Kunz. Parte III, da Leonardo Donà a Lodovico Manin, 1606-1797, U. Hoepli, Milano 1919
- Regolazioni di confini tra lo Stato Veneto e quello Pontificio nel 1749, ricordata da due medaglie, in Atti del R. Istituto Veneto di Scienze, Lettere ed Arti LXXXI (1920), pp. 1177–1186
- Il Leone di San Marco, pensieri e osservazioni di un numismatico, in Atti del R. Istituto Veneto di Scienze, Lettere ed Arti LXXXX (1921), pp. 1057–1073